# Gedo
Gedo és una regió (gobolka) de Somàlia sorgida el 1982 de la divisió de la regió de l'Alt Juba o Juba Superior. La capital és Garbahaarreey.

## Geografia
Limita al nord amb Etiòpia; a l'oest amb Kenya; a l'est amb les regions de Bakool i Bay (Somàlia)|Bay
i al sud amb Jubbada Dhexe (Juba Mitjà) i Jubbada Hoose (Juba Inferior o Baix Juba). La part de la regió a l'oest del riu Juba fou part del territori de Jubalàndia dins l'Àfrica Oriental Britànica, fins al 1924/1925. La regió està regada pel riu Juba, i en una part petita pel riu Dawa que passa per Doolow, a la frontera amb Etiòpia, i desaigua al Juba.
Una part de la regió són muntanyes rocoses (comarca de Daawo); altres són terres arenoses i dunes; cap a Bardera són terres fèrtils (els prats de Gelgel o Gelgelsha). A la part central es troba un accidentat terreny amb gorgues, congosts (que enfilen en direcció al riu) i roques. La part sud és la més fèrtil amb terres roges arenoses que s'allarguen cap a l'oest fins a la frontera de Kenya.
A uns 40 km de la capital en direcció a Beled Hawo, hi ha la muntanya Humbaale que és la més alta de la regió, amb una gran vista des del turó Waamo Yarey a 140 km de distància cap al sud i 100 de la capital.
La regió té una important vida animal amb elefants, lleons, estruços, girafes, lleopards, porcs africans, guineus, i altres, que aprofiten l'abundància d'herba a les terres a l'oest de Bardera (els prats de Gelgel = Banka Gelgel o Gelgelsha). Al riu Juba hi ha cocodrils i hipopòtams. Els cavalls de Gedo són famosos i es troben principalment a Beled Hawo i a Dirharra (prop de la vila de Damase) al districte de Ceelwaaq.

## Economia
La regió més fèrtil és la vall del Juba, i especialment Bardera on es cultiva moresc, patates, melca, tabac, sèsam, fruites tropicals i altres productes. Beled Xaawo és el principal centre comercial. La població no urbana es dedica a la ramaderia. Fora de l'agricultura i ramaderia ha sorgit un sector de serveis a les ciutats més grans com Garbahaarreey, Baardheere, Luuq i Buuloxaawo, bàsicament de serveis financers i de comunicacions. Les granges es troben principalment a la vall del Juba i a l'entorn de les ciutats i a la resta la gent es dedica a pasturar. El comerç principalment amb Kenya, és intens gràcies a la seva situació fronterera amb aquest estat i amb Etiòpia.

## Població
La població s'ha incrementat molt després del 1990 per l'afluència de refugiats d'altres llocs i ronda actualment el milió de persones (estimada en uns 250.000 habitants el 1982 i de 690.000 el 1994). Encara que la capital és Garbahaarreey, en una posició central, la ciutat principal és Bardera, i la segueix Luuq (Lugh), si bé el districte de Luuq té menys habitants que el de Buuloxaawo (Beled Hawo o Beled Xaawo) que per un temps fou la ciutat i districte més poblat quan molta gent procedent de Mogadiscio s'hi va refugiar.

## Història
Fou creada el 1982 i fins al 1991, va destacar el governador Mohamed Abdinur Iris (finals dels anys vuitanta), perquè fou l'únic que va fer realitzacions rellevants (millora de carreteres, creació d'una escola, ampliació de l'hospital i altres).
Vers el 1992 la regió va quedar en gran part en mans de l'organització Al-ithihad Al-islamia dirigida pel Sheikh Mohamed Haji Yussuf, nadiu de la regió; el suport de l'organització al Front Nacional d'Alliberament de l'Ogaden va provocar la invasió etíop el 1996; els clans locals marehan es va dividir entre partidaris i opositors als etíops; després d'anys de lluites entre aquestos i amb altres grups, el 2004 es va celebrar una conferència de pau que va acordar celebrar eleccions lliures en tres anys, i es va reconèixer al Govern Federal de Transició. El 2004 fou escollit governador Hussein Sheikh Abdi Ismail, àlies Hussien Farey.
El 2006 la regió fou ocupada pels etíops davant l'amenaça de la Unió de Corts Islàmiques de Somàlia. El febrer del 2007 es van fer eleccions on es van elegir al governador regional i governadors de districtes i els caps locals. Fou escollit democràticament governador Adam Ibrahim O'Hirsi (Adam Ibrahim Aw Hirsi).
A finals del 2007 van començar a actuar milicians del Moviment de la Joventut Mujahideen que a la meitat del 2008 dominaven algunes zones al sud-oest de la regió.
La llista de governadors és la següent:
1. Cumar Maxamed Guuleed
2. Maxamed Nuur Wardheere
3. Cali Faarax Xayoow
4. Maxamed Cali Xaashi
5. Jaalle Axmed Mahdi
6. Maxamed Cabdinuur (Iris)
7. Cali Maxamed Aadan (Cali Xaashi)
8. Axmed Sharmaarke
9. Cumar Sh Maxamuud Sh Cabdullahi (Cumar Yare) 1994
10. Clans 1994-2004
11. Xuseen Sh Cabdi Ismaaciil (Fareey) 2004-2007
12. Aadam Ibraahim Aw Xirsi 2007-2008
13. Xuseen Sh Cabdi Ismaaciil (Fareey) 2008-

## Districtes
Inicialment (1882) van formar la regió sis districtes: 
1. Baardheere
2. Buuloxaawo (o Beled Haawo)
3. Ceelwaaq
4. Doolow
5. Garbahaarreey
6. Luuq (o Lugh)

Després s'hi va afegir el de:
1. Buurdhuubo

## Ciutats i pobles de Gedo
- Ajaaw
- Baardheere
- Baqtiile
- Barwaaqo
- Beledhawo
- Bilcisha
- Boorame
- Buraa
- Buulo Gaduud
- Buulo Mareer
- Buulo Weyn
- Buurdhuubo
- Buusaar
- Caanoole
- Caracase
- Ceel Cadde
- Ceel Duur
- Ceel Gaduud
- Ceel Garabjaalow
- Ceel Marjis
- Ceelwaaq
- Cilaan
- Daarul Salaam
- Dhamasa o Dhamaso
- Dheenle
- Doolow
- Faafaxdhuun
- Faan Weyn
- Gantamaa
- Garbahaarreey
- Gerileey
- Kurmaan
- Luuq
- Malkaareey
- Maykaareebay
- Qooneey
- Saamoole
- Serinleey
- Shanqoloow
- Siidimo o Siidamo
- Tuulo Barwaaqo
- Uur Mataano
- Waamo Yareey
- War Dugsi
- Yurkud

## Nota
1. ↑  «UNDOS (United Nations Development Office for Somalia) Regional Report: Gedo Region». Global Information Networks in Education (GINIE). Arxivat de l'original el 2006-09-22. [Consulta: 3 setembre 2008]. (Note: PDF)